# Schrobenhausen

Schrobenhausen er en by i Landkreis Neuburg-Schrobenhausen i Regierungsbezirk Oberbayern, i den tyske delstat Bayern.

## Geografi
Schrobenhausen ligger i den nordøstlige del af Oberbayern i Paardalen hvor floden Weilach munder ud i Paar.

### Inddeling
I kommunen ligger ud over Schrobenhausen disse landsbyer og bebyggelser:
| - Altenfurt - Edelshausen - Gollingkreut - Högenau - Königslachen - Drei Linden - Mühlried - Ried - Sandhof - Steingriff | - Aumühle - Gaishof - Halsbach - Hörzhausen - Kreuthof - Mantelberg - Öd - Rinderhof - Sandizell - Weil - Platte |